# Diecezja Edmundston
Diecezja Edmundston – diecezja Kościoła rzymskokatolickiego w Kanadzie. Została erygowana w 1944.

## Biskupi diecezjalni
- Marie-Antoine Roy, O.F.M. † (1945  − 1948)
- Joseph-Roméo Gagnon † (1949 − 1970)
- Fernand Lacroix,  † (1970 − 1983)
- Gérard Dionne (1983 − 1993)
- François Thibodeau, C.I.M. (1993 − 2009)
- Claude Champagne, O.M.I. (od 2009)